# Kommanalu, Shimoga
Kommanalu là một làng thuộc tehsil Shimoga, huyện Shimoga, bang Karnataka, Ấn Độ.